# Кубок африканських чемпіонів 1990
Кубок африканських чемпіонів 1990 — 26-й розіграш турніру, що проходив під егідою КАФ. Матчі проходили з квітня по 22 грудня 1990 року. Турнір проходив за олімпійською системою, команди грали по два матчі. Усього брали участь 42 команди. Чемпіонський титул удруге здобув алжирський клуб «Кабілія» з Тізі-Узу.

## Попередній раунд
| Команда 1             | Заг.    | Команда 2               | 1-й матч | 2-й матч |
| --------------------- | ------- | ----------------------- | -------- | -------- |
| Сотема                | 2:2 (ч) | Ботсвана Діфенс Форс XI | 1:0      | 1:2      |
| Калум Стар            | 3:0     | Бенфіка (Бісау)         | 2:0      | 1:0      |
| АСКО                  | 3:0     | Йенненга                | 1:0      | 2:0      |
| Аль-Іттіхад (Триполі) | 6:3     | Олімпік (Ніамей)        | 6:1      | 0:2      |
| Arsenal               | 4:0     | Денвер Сандаунз         | 1:0      | 3:0      |
| Драгонс (Порто-Ново)  | 0:3     | Майті Баролл            | 0:0      | 0:3      |
| Інтер Стар            | 2:3     | Петру Атлетіку          | 2:0      | 0:3      |
| Могадішо Мунісіпеліті | 3:4     | Сент-Льюїс Санс Юнайтед | 1:0      | 2:4      |
| Малінді               | 1:2     | Мукунгва                | 0:0      | 1:2      |
| Ренейсенс             | 2:3     | СКАФ Токагес            | 2:2      | 0:1      |

## Перший раунд
| Команда 1             | Заг.           | Команда 2               | 1-й матч | 2-й матч |
| --------------------- | -------------- | ----------------------- | -------- | -------- |
| Леопардс (Найроби)    | 7:5            | Сент-Льюїс Санс Юнайтед | 4:2      | 3:3      |
| Согара                | 0:3            | Етуаль дю Конго         | 0:2      | 0:1      |
| Аль-Аглі (Каїр)       | 8:0            | Аль-Іттіхад (Триполі)   | 5:0      | 3:0      |
| Аль-Гіляль (Омдурман) | 6:0            | Мукунгва                | 4:0      | 2:0      |
| Асанте Котоко         | 8:0            | Фрітаун Юнайтед         | 4:0      | 1:1      |
| Мотема Пембе          | 1:3            | Африка Спортс           | 1:0      | 0:3      |
| Діараф                | 1:3            | Івуаньянву Нейшнл       | 1:0      | 0:3      |
| Дайнамоз              | 2:2 (пен. 5:4) | Петру Атлетіку          | 1:1      | 1:1      |
| Есперанс (Туніс)      | 3:0            | Стад Мальєн             | 2:0      | 1:0      |
| ФАР                   | 5:1            | Калум Стар              | 4:0      | 1:1      |
| Ферроваріу ді Мапуту  | 1:2            | Арсенал (Масеру)        | 1:0      | 0:2      |
| Кабілія               | 10:0           | АСКО                    | 6:0      | 4:0      |
| Нкана Ред Девілз      | 4:1            | Експресс                | 3:1      | 1:0      |
| Расінг (Бафусан)      | 2:1            | СКАФ Токагес            | 2:1      | 0:0      |
| Раджа                 | 3:2            | Майті Баролл            | 2:0      | 1:2      |
| Санрайс Флак Юнайтед  | 4:3            | Сотема                  | 4:1      | 0:2      |

## Другий раунд
| Команда 1            | Заг.           | Команда 2             | 1-й матч | 2-й матч |
| -------------------- | -------------- | --------------------- | -------- | -------- |
| Африка Спортс        | 3:4            | Івуаньянву Нейшнл     | 1:1      | 2:3      |
| Аль-Аглі (Каїр)      | 0:0 (пен. 2:4) | Есперанс (Туніс)      | 0:0      | 0:0      |
| Арсенал (Масеру)     | 1:8            | Нкана Ред Девілз      | 0:3      | 1:5      |
| Дайнамоз             | 2:2 (ч)        | Аль-Гіляль (Омдурман) | 2:1      | 0:1      |
| Етуаль дю Конго      | 2:4            | Кабілія               | 2:2      | 0:2      |
| ФАР                  | 3:4            | Асанте Котоко         | 3:3      | 0:1      |
| Расінг (Бафусан)     | т. п.          | Раджа                 | —        | —        |
| Санрайс Флак Юнайтед | 1:4            | Леопардс (Найробі)    | 1:1      | 0:3      |

Примітки
1. ↑  «Раджа» знявся з турніру.

## Фінальний етап

### Чвертьфінал
| Команда 1             | Заг. | Команда 2        | 1-й матч | 2-й матч |
| --------------------- | ---- | ---------------- | -------- | -------- |
| Леопардс (Найробі)    | 2:4  | Кабілія          | 2:1      | 0:3      |
| Івуаньянву Нейшнл     | 3:2  | Есперанс (Туніс) | 2:1      | 1:1      |
| Аль-Гілаль (Омдурман) | 3:4  | Асанте Котоко    | 2:2      | 1:2      |
| Расінг (Бафусан)      | 1:3  | Нкана Ред Девілз | 0:1      | 1:2      |

### Півфінал
| Команда 1        | Заг. | Команда 2         | 1-й матч | 2-й матч |
| ---------------- | ---- | ----------------- | -------- | -------- |
| Асанте Котоко    | 1:2  | Кабілія           | 1:0      | 0:2      |
| Нкана Ред Девілз | 2:0  | Івуаньянву Нейшнл | 1:0      | 1:0      |

## Фінал
| 30 листопада 1990 |

| Кабілія            | 1:0      | Нкана Ред Девілз |
| ------------------ | -------- | ---------------- |
| Рахмуні 47' (пен.) | Протокол |                  |

| «5 липня 1962 року», Алжир Глядачів: 70 000 Арбітр: Барада Сене (Сенегал) |

| 22 грудня 1990 |

| Нкана Ред Девілз       | 1:0      | Кабілія |
| ---------------------- | -------- | ------- |
| Амос Бваліа 80' (пен.) | Протокол |         |
|                        | Пенальті |         |
|                        | 3:5      |         |

| «Незалежності», Лукаса Глядачів: 35 000 Арбітр: Ідрісса Сарр (Мавританія) |

| Чемпіон Кубка африканських чемпіонів 1990 [[Файл:Flag of Algeria.svg\|border\|border\|100px\|Алжир]] Кабілія (2-й титул) |